# Política externa do governo Barack Obama

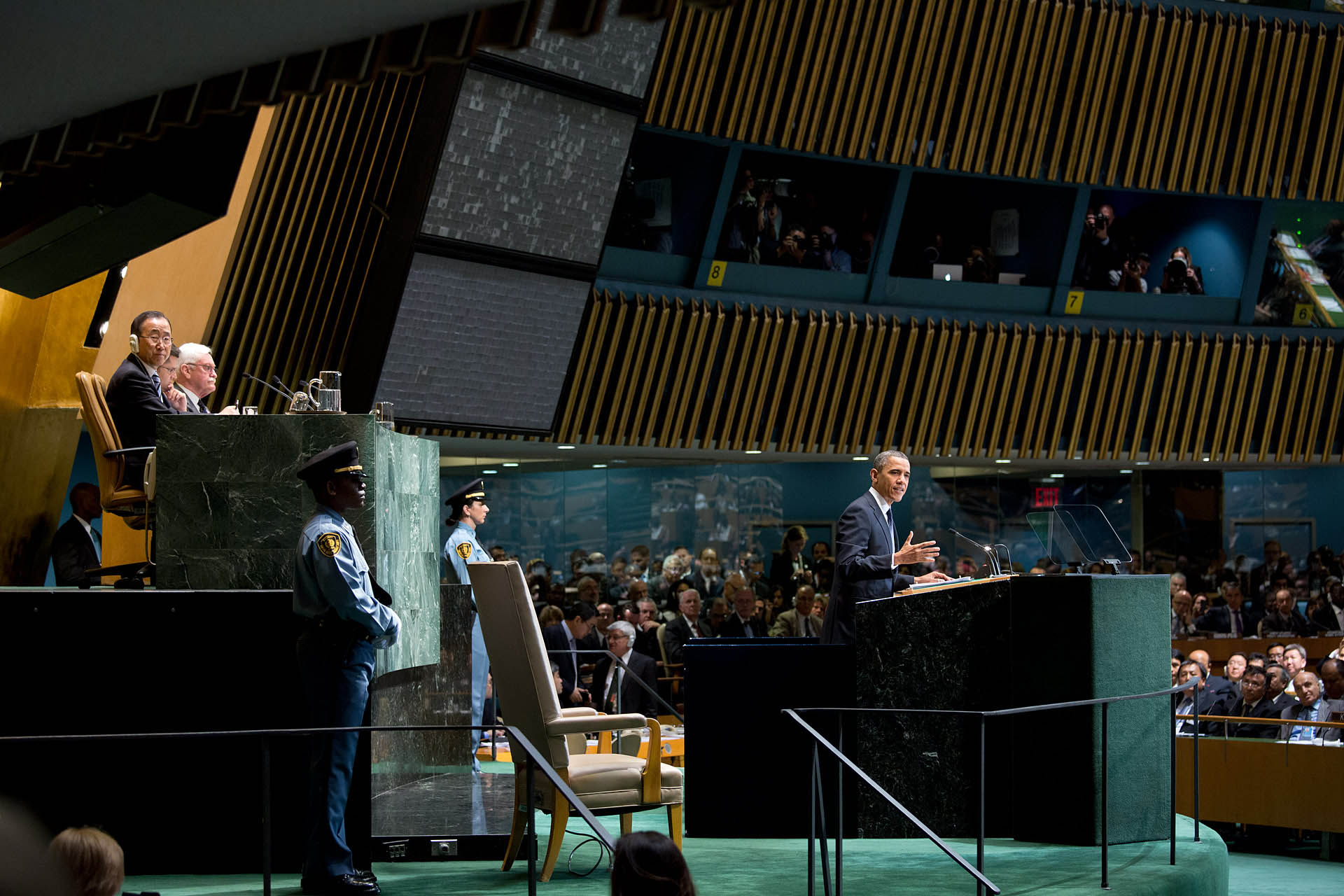
Barack Obama discursa na Assembleia Geral das Nações Unidas, em 2011.

Política externa do governo Barack Obama refere-se à forma como foi conduzida a política externa dos Estados Unidos ao longo da Presidência de Barack Hussein Obama, desde sua posse em 20 de janeiro de 2009 até deixar o cargo em janeiro de 2017. Obama nomeou sua ex-rival partidária, Hillary Rodham Clinton como Secretária de Estado de seu primeiro mandato, sendo sucedida por John Kerry a partir de fevereiro de 2013. Apoiadores da política externa de Obama costumam elogiar o que descrevem como sua cooperação com aliança e multilateralismo, seus esforços para encerrar a Guerra do Iraque, seu prosseguimento para com o processo de paz no Afeganistão, as tentativas de combater o terrorismo e a normalização das relações com Cuba.
Tais apoiadores são exemplificados por Hillary Clinton e John Kerry, assim como as conselheiras Susan Rice e Samantha Power, como os nomes-chave da política diplomática do governo Obama. Há um debate entre estudiosos se a política externa de Obama é parte de uma doutrina geral, sendo que ainda não há um consenso sobre o presumível estabelecimento de uma "Doutrina Obama".
Por outro lado, a Administração Obama tem sido criticada no espectro político. Políticos conservadores, como o republicano John McCain e o senador Lindsey Graham, já acusaram o Presidente de ser mais "refreado e ineficaz" em expandir a influência norte-americana. Alguns opositores até mesmo defendem que a política de "apaziguamento" liderada por Obama tem levado a um retrocesso do papel dos Estados Unidos no cenário internacional e a um desinteresse por parte de tradicionais aliados, como o Reino Unido. Por outro lado, liberais como Jimmy Carter e Dennis Kucinich têm acusado-o de "cinismo" político. Mais especificamente, alguns críticos afirmam que Obama tem seguido políticas imperalistas similares às de seu antecessor, George W. Bush, de quem buscou distanciar politicamente ao longo de sua campanha.

## História

### Antecedentes
Barack Obama falou abertamente sobre sua política externa primeiramente em 23 de abril de 2007 no Conselho de Chicago sobre Assuntos Globais, no qual delineou seus objetivos diplomáticos em cinco pontos principais:
- "Chegar a um fim responsável da Guerra do Iraque e focar nos desafios críticos da região;"
- "Construir verdadeiramente um arsenal militar do século XXI e demonstrar sabedoria ao operá-lo;"
- "Liderar um esforço global para encontrar uma ameaça que se eleva sobre todas as demais com rapidez - determinando, destruindo e paralisando o uso de armas de destruição em massa;"
- "Reconstruir e construir alianças e parcerias imprescindíveis a eliminar desafios e confrontar ameaças comuns,"
- "Assegurar-se de que, apesar dos Estados Unidos apoiarem uma sociedade mais segura, somente os cidadãos destas nações podem mantê-las."

O Presidente-eleito Obama nomeou a antiga rival das primárias do partido, Hillary Clinton, como Secretária de Estado em 1 de dezembro de 2008 e manteve o Secretário de Defesa Robert Gates, nomeado pelo antecessor George W. Bush. Posteriormente, Obama nomearia o General James Jones como Conselheiro Nacional de Segurança e Janet Napolitano, Governadora do Arizona, como Secretária de Segurança Interna.
Clinton aformou acreditar que "a melhor forma de avançar com os interesses do país na redução de ameaças globais seria implementar soluções globais". E completou a nota defendendo o uso de smart power e administração apropriada das ferramentas a seu dispor - como diplomacia, cultura, economia e forças militares.

### Nomeações de gabinete
A administração nomeou, ou manteve em serviço, 2.465 oficiais diplomáticos, a maioria deste diplomatas de carreira. Foram 150 funcionários no Caribe e 358 na Europa Ocidental. Os diplomatas de carreira eram predominantes nas regiões: América Central, América do Sul, África, Europa Oriental, Oriente Médio, Extremo Oriente e Oceania. Na Ásia Central, todos os enviados diplomáticos eram diplomatas de carreira.

## África

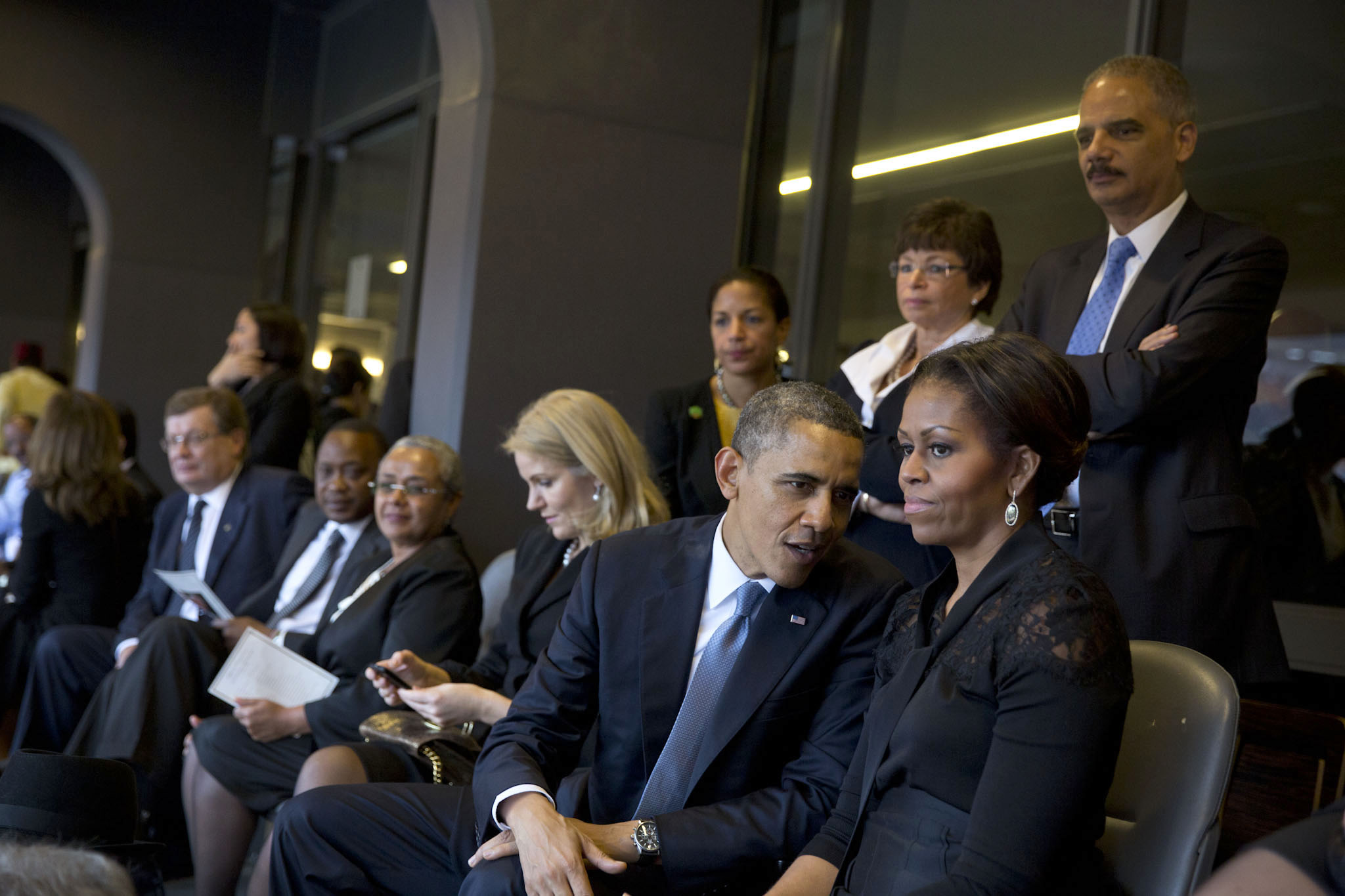
Obamas assistem ao Serviço Memorial de Nelson Mandela no FNB Stadium. Ao fundo, Susan Rice, Valerie Jarrett e Eric Holder.

Ainda que integrantes do continente africano, Argélia, Egito, Marrocos, Tunísia, Líbia e Saara Ocidental não são considerados parte da África Subsaariana e, portanto, não correspondem ao tópico "África" para a política externa dos Estados Unidos. Pelo contrário, estas nações são consideradas como integrantes do Oriente Próximo em se tratando de relações internacionais estadunidenses.
Durante sua campanha presidencial em 2008, Obama ressaltou suas prioridades para o desenvolvimento de uma política africana incluindo mover-se para paralisar "o que autoridades estadunidenses consideram genocídio em Darfur, combater a pobreza e carestia, e expandir os recursos financeiros do continente." Alguns analistas acreditaram, no entanto, que a nomeação de Susan Rice como Embaixadora às Nações Unidas seria um indicativo de que Obama teria o continente como prioridade em sua agenda externa.
Em janeiro de 2013, a então Secretária de Estado Hillary Clinton afirmou em comitê do Senado que sua administração priorizaria "combater os esforços da al-Qaida em se refugiar nos países do Corno de África; auxiliar nações africanas na conservação e aproveitamento de seus recursos naturais; chegar uma conclusão do conflito no Congo; findar o regime autocrático no Zimbábue e a devastação humana em Darfur."
Em 4 de junho de 2009, Obama visitou a cidade do Cairo, onde discursou para o "Mundo árabe" e seguiu viagem rumo à África subsaariana, discursando também perante o Parlamento de Gana. Darfur, República Democrática do Congo, Gana e Zimbábue têm desempenhado um papel crucial nas políticas externas do governo Obama com foco na África. Pouco tempo depois, Clinton repetiu o trajeto de Obama pelo continente, visitando também Angola, Cabo Verde, Quênia, Libéria, Nigéria e África do Sul. Segundo analistas, foi uma das poucas vezes na história em que tanto a Casa Branca quanto o Departamento de Estado empreenderam viagens oficiais ao mesmo continente.

### Conflito na Somália
Obama têm mantido interesse em sustentar o Governa Transicional Nacional em Mogadishu. Para este fim, assim como aplacar as atividades terroristas e os ataques de piratas na região, os Estados Unidos têm fornecido contingente militar especial, incluindo armamentos de alta tecnologia militar visando influenciar a Guerra Civil Somália e neutralizar membros proeminentes da Al-Shabaab.

### Pirataria

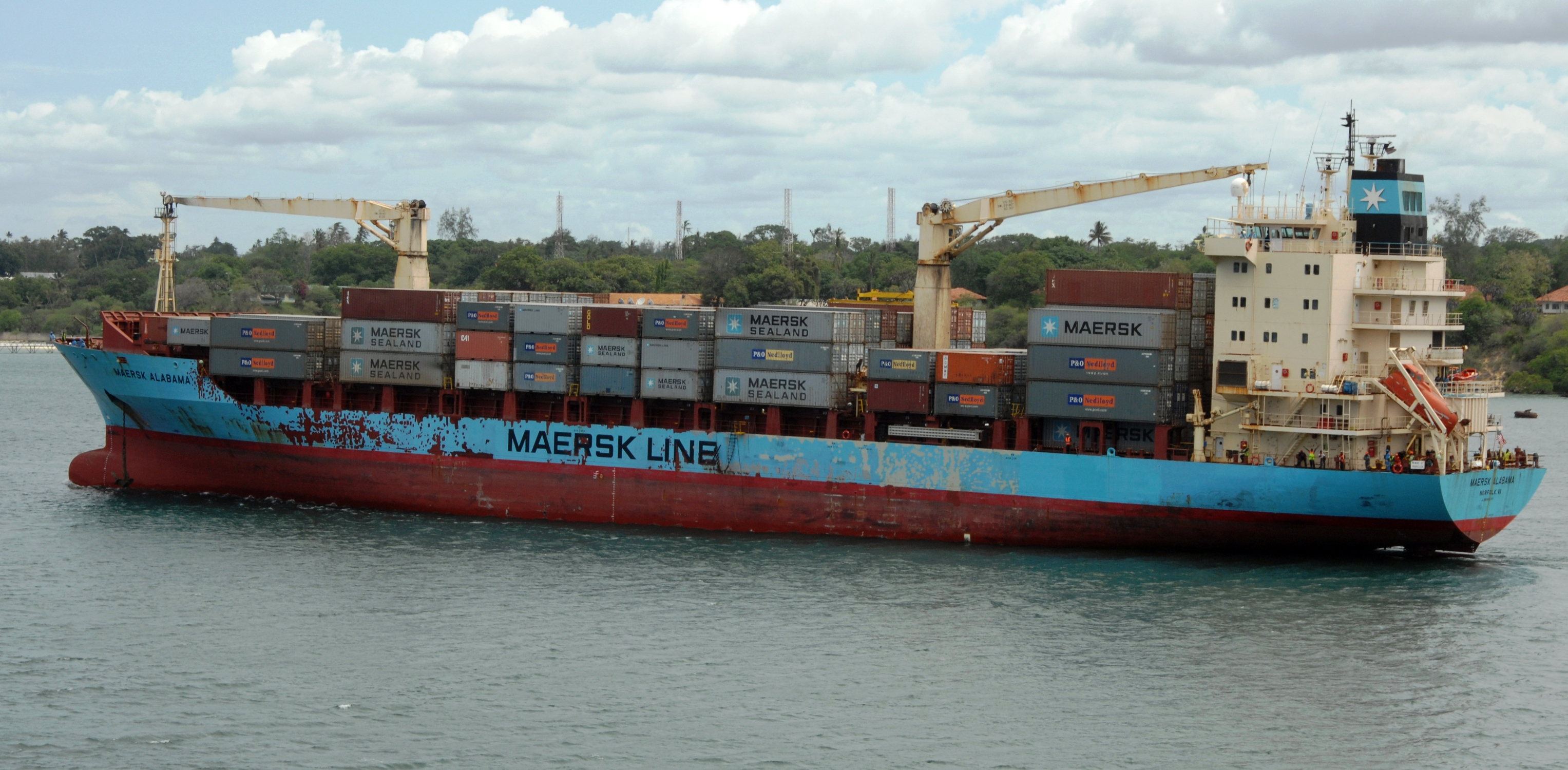
O Maersk Alabama capitaneado por Richard Phillips e sequestrado por piratas somalis em 2009.

Uma das primeiras medidas tomadas pelo governo Obama foi assinar um memorando de entendimento com o Quênia, que permitiria o julgamento de piratas capturados em águas africanas pela justiça queniana.
Em 8 de abril de 2009, nos primeiros meses do governo Obama, piratas somalis sequestraram Richard Phillips, capitão de um navio estadunidense durante uma tentativa de saquear sua carga. Obama autorizou militares estadunidenses a negociarem o resgate de Phillips, que permaneceu refém por cinco dias. O marinheiro foi resgatado em 12 de abril pelos Navy SEALs numa operação que deixou três dos sequestradores mortos e a rendição de um deles.
A reação de Obama diante do sequestro de Phillips têm sido duramente criticada pela imprensa, enquanto outros menosprezam seu papel durante as operações de resgate. Em 2014, o presidente intensificou operações militares no Corno de África em resposta também ao ataque ao mercado Westgate no Quênia. Uma força-tarefa iniciou ataques por drones contra piratas e membros da al-Qaeda.

## Ásia
Em 2011, a então Secretária de Estado Hillary Clinton anunciou um rebalanceamento da política externa com maior ênfase no continente asiático, especialmente em resposta ao acelerado crescimento econômico da República Popular da China como potência regional. Clinton defendeu um "investimento crescente substancial - diplomático, econômico e estratégico - na região Ásia-Pacífico". Em meados de 2014, muitos analistas não relataram mudanças significativas e argumentaram que os Estados Unidos estariam negligenciando a região novamente. O apoio de Barack Obama à Parceria Transpacífico foi motivado, em grande parte, por sua política de valorização dos países da região.

### Leste Asiático

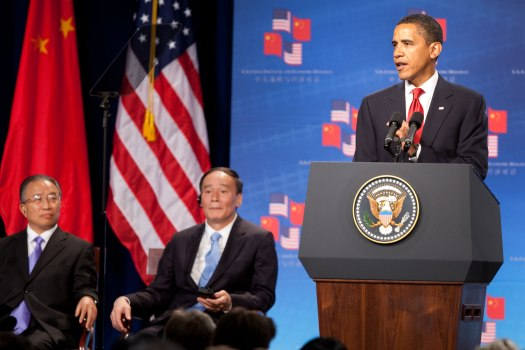
Barack Obama discursa na abertura do Diálogo Estratégico e Econômico China-Estados Unidos, 27 de julho de 2009

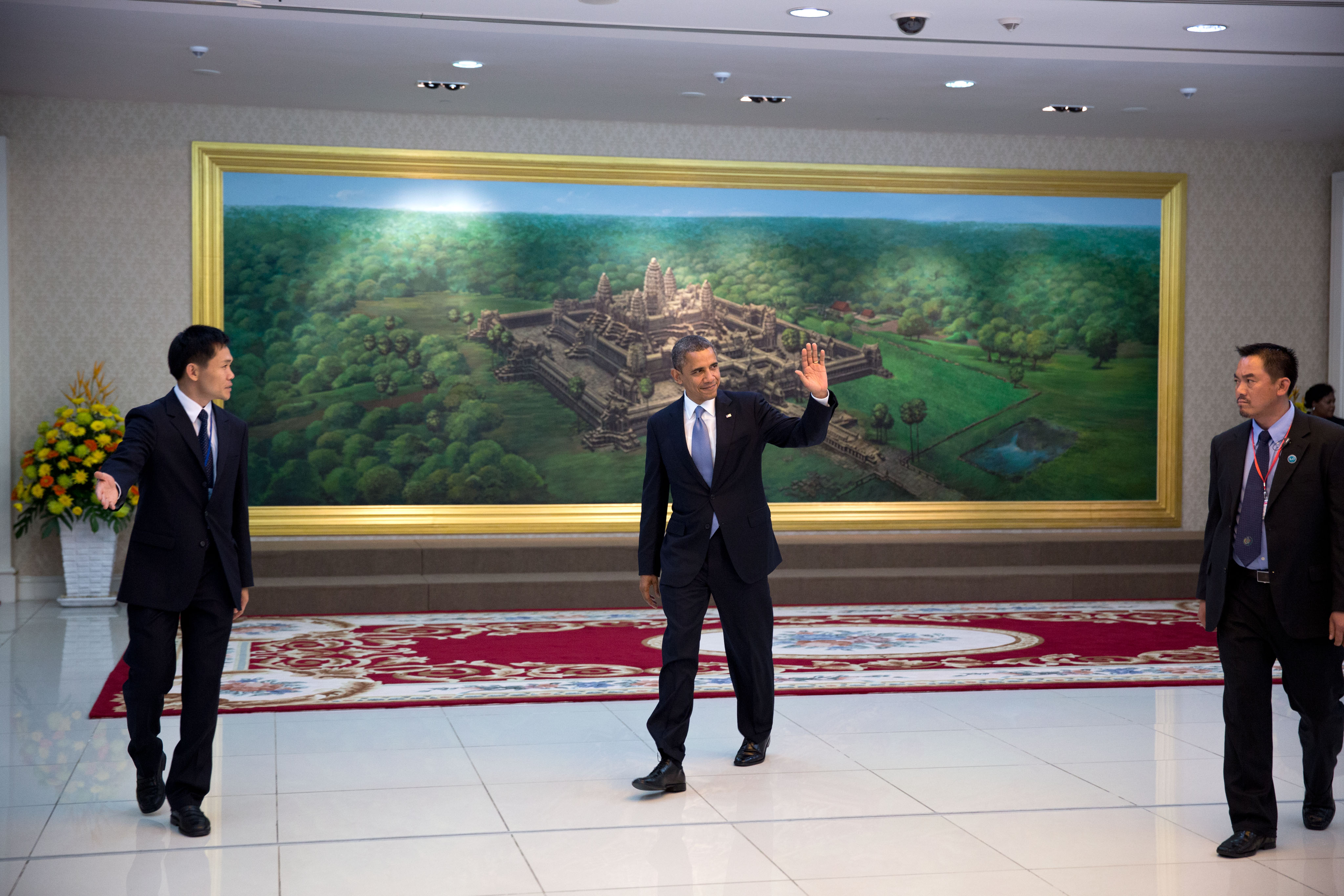
Barack Obama é recebido no Palácio da Paz de Phnom Penh, 2012.

A então Secretária de Estado Hillary Clinton empreendeu sua primeira viagem oficial à Ásia em 15 de fevereiro de 2009, com paradas no Japão, China, Coreia do Sul, Filipinas e Indonésia. Clinton realizou uma extensiva viagem à região, incluindo basicamente três grandes viagens a vários países do continente entre 2009 e 2011. Em julho de 2012, Clinton visitou Mongólia, Vietnã, Laos e Camboja. A visita ao Laos foi a primeira realizada por um Secretário de Estado estadunidense em mais de 57 anos.
Em 1 de abril de 2009, Obama e o Presidente da China Hu Jintao anunciaram o estabelecimento do "Diálogo Estratégico e Econômico China-Estados Unidos", liderado por Clinton e Timothy Geithner e Dai Bingguo e Wang Qishan. Em maio do mesmo ano, Obama nomearia Jon Huntsman, Jr., então governador de Utah, como embaixador à China. Huntsman foi o primeiro embaixador nomeado pelo Presidente Obama, indicando que as relações entre os dois países eram as mais vitais da era moderna para os Estados Unidos. Mais tarde, no mesmo ano, Obama e Clinton realizaram uma viagem à China, sendo a primeira visita de Estado do presidente ao continente asiático. A comitiva presidencial também visitou o Japão, Singapura e Coreia do Sul. Estados Unidos e China também se chocaram recentemente por conta das reivindicações sobre o Mar do Sul da China, também reivindicado por Vietnã, Filipinas e Malásia.
Em 2014, Obama afirmou que os Estados Unidos reconheceram o Tibet como parte da China, porém encorajando o governo chinês a tomar medidas que preservem a identidade cultural, religiosa e linguística do povo tibetano.
Coreia do Norte

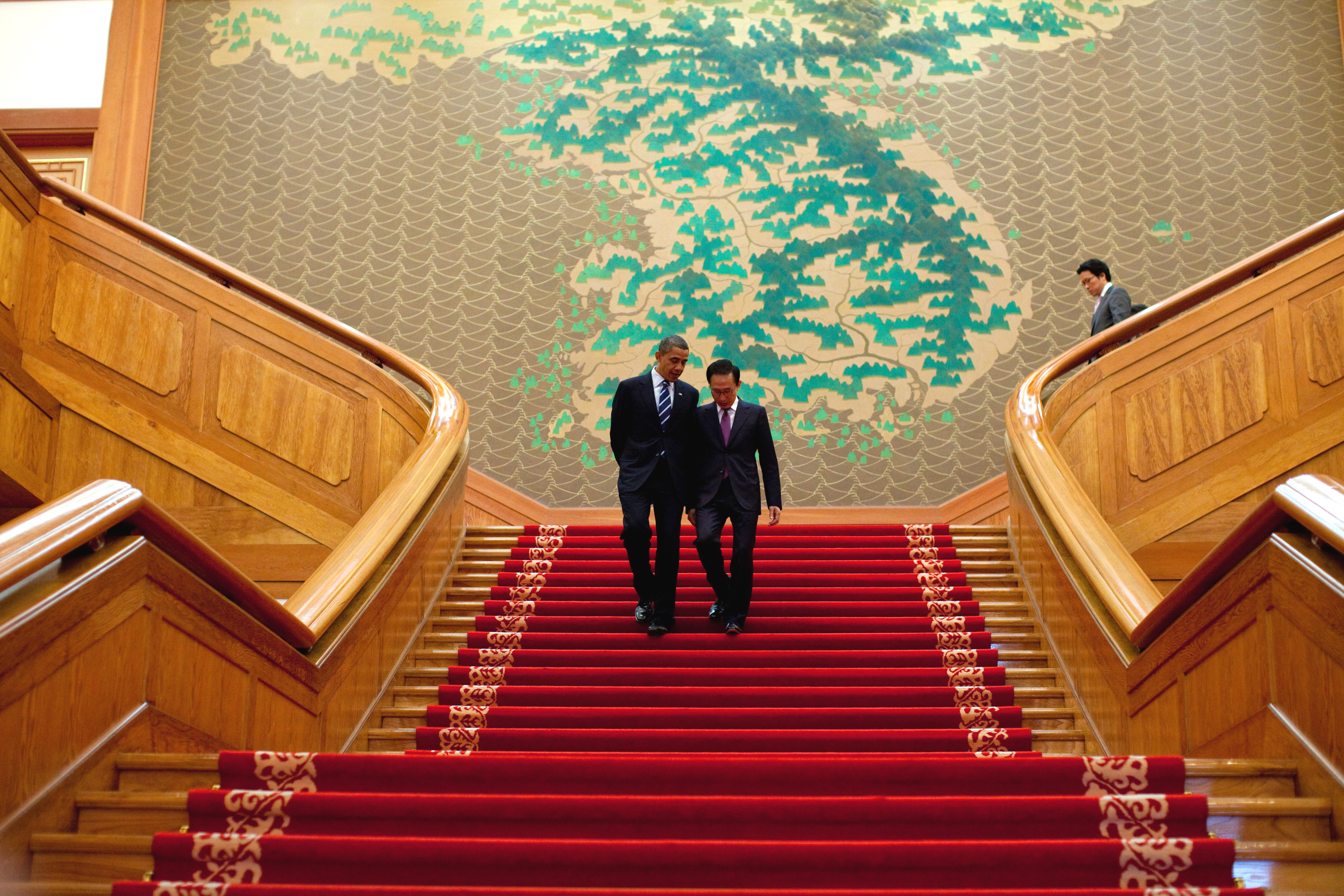
Barack Obama e Lee Myung-bak após encontro na Casa Azul, 2010.

A Coreia do Norte é um dos países de maior tensão diplomática com os Estados Unidos, devido especialmente à posse de armamentos nucleares e sua atividade militar na região. Pouco tempo após a posse de Obama, a Coreia do Norte retomou sua atuação no cenário internacional, negando acusações de planejar um teste balístico nuclear intercontinental, que levaram à condenação pelo Departamento de Estado dos Estados Unidos. As relações entre os dois países tensionaram ainda mais após a prisão dos jornalistas estadunidenses Euna Lee e Laura Ling por sua entrada ilegal no território norte-coreano. No mesmo ano, o governo do país asiático anunciou sua intenção de relativizar o Armistício de 1953, retomando o conflito bélico com o país vizinho, e forçando o Comando Militar Estadunidense na região a decretar estado de vigilância. Em 2010, ocorreram outros dois maiores incidentes com a Coreia do Norte: o naufrágio de um navio militar sul-coreano relacionado às atividades militares norte-coreanas; e o Bombardeamento de Yeonpyeong.
Japão

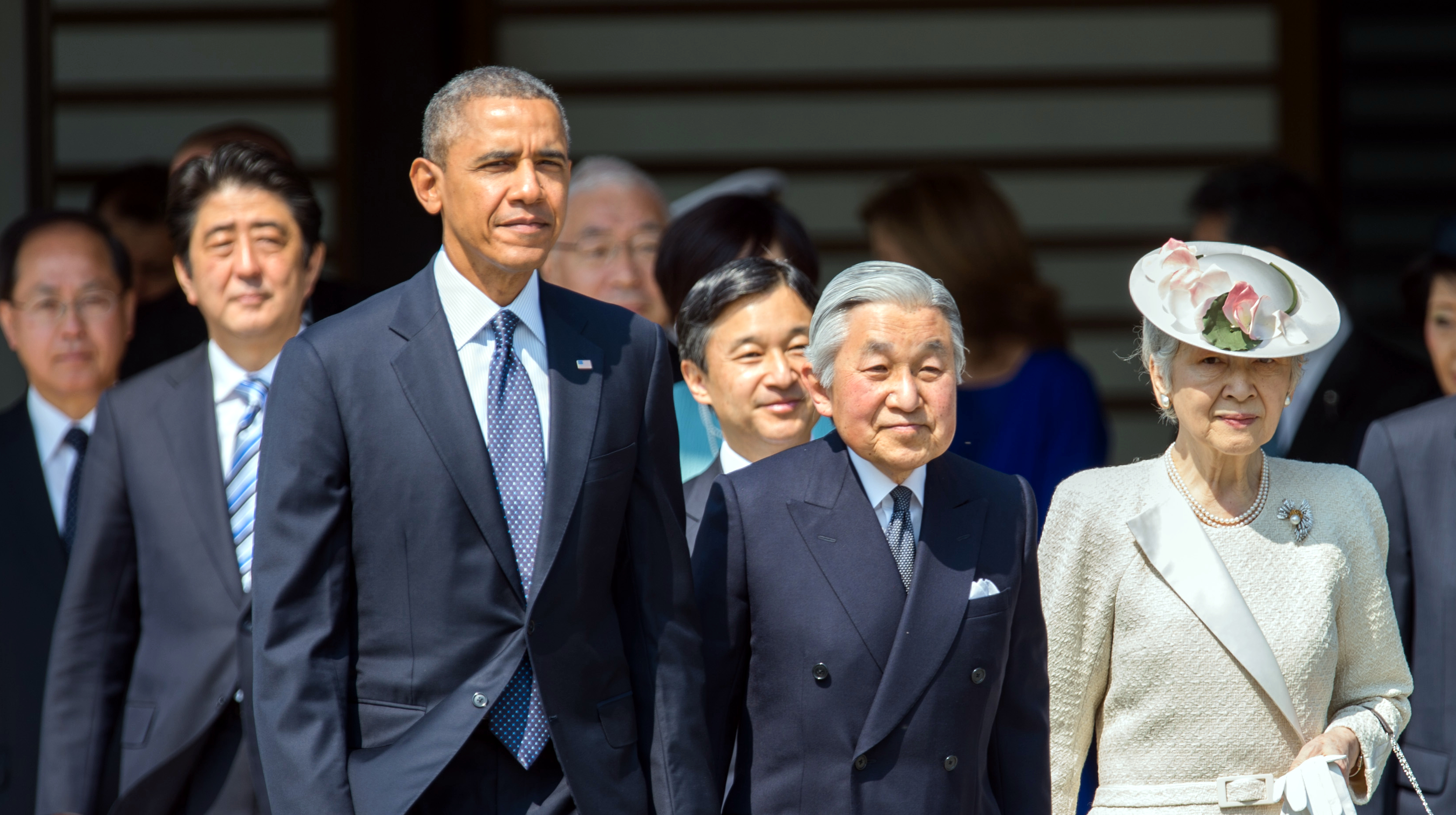
Barack Obama e o Imperador Akihito e Imperatriz Michiko, no Palácio Imperial, em 2014. Ao fundo, o Príncipe Nahurito e o Primeiro-ministro Shinzo Abe.

O Japão, um dos mais tradicionais aliados dos Estados Unidos, inciaram uma disputa diplomática com a China pelo controle do Mar do Sul da China. A então Secretária de Estado Hillary Clinton, em sua viagem inaugural ao continente, recomendou às autoridades japonesas centralidade do país no mapa de relações dos Estados Unidos. Em resposta ao Tsnunami de Tohoku, os Estados Unidos lançaram a "Operação Tomodachi", em apoio aos desabrigados e afetados pela enchentes.

### Sul Asiático

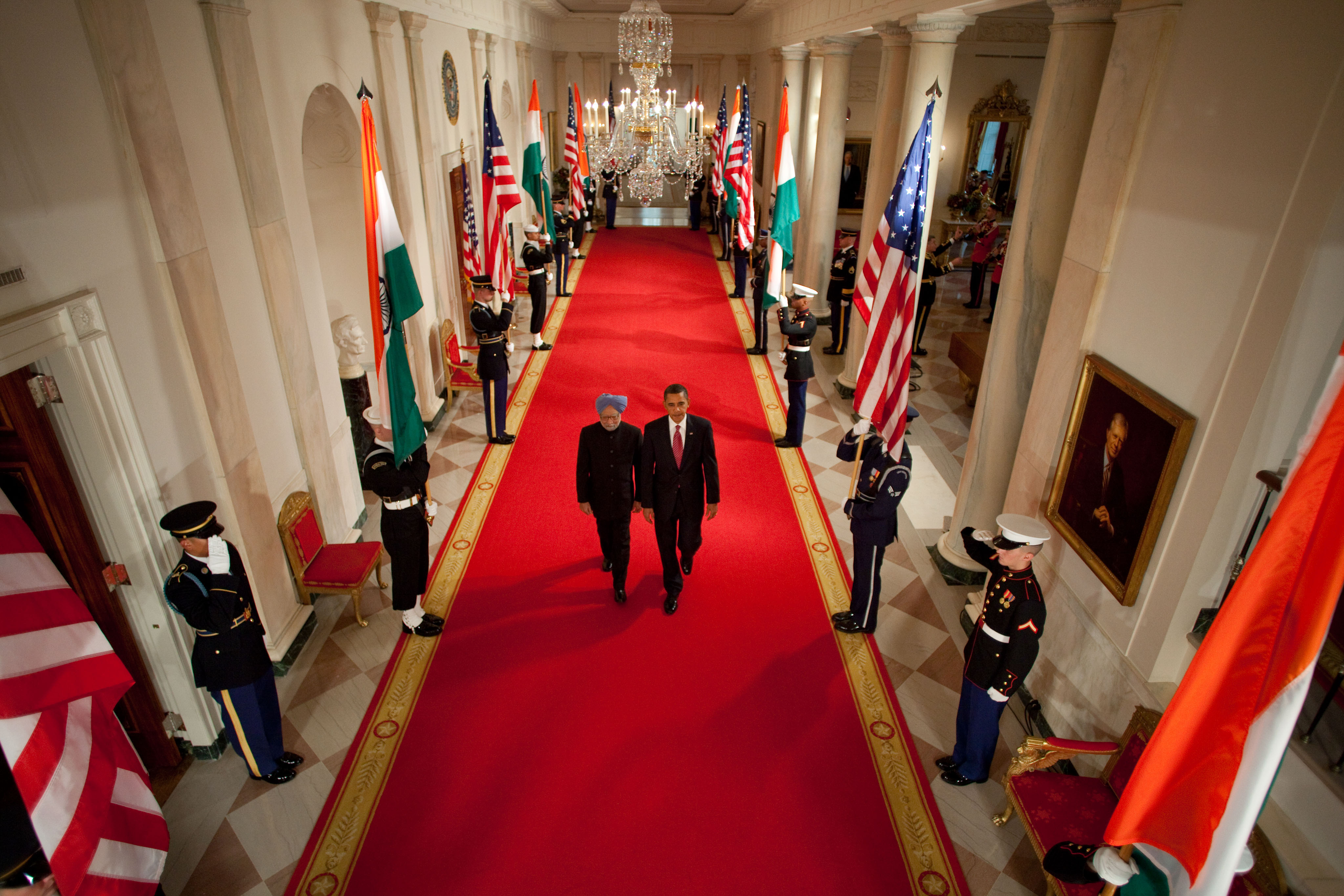
O Primeiro-ministro da Índia Manmohan Singh em visita oficial aos Estados Unidos, na Casa Branca, 2009.

Para os interesses de política externa dos Estados Unidos, o Sul Asiático consiste de Afeganistão, Bangladesh, Butão, Índia, Maldivas, Nepal, Paquistão e Sri Lanka. A política externa de Barack Obama com relação ao Sul asiático foi delineada no apoio ao desenvolvimento de "nações soberanas, democráticas, integradas e estáveis". O início da Administração Obama foi palco para intensas questões diplomáticas, especialmente nas relações com Afeganistão, Índia e Paquistão. A região é ainda marcada por diversos conflitos, como a Guerra do Afeganistão e o contínuo conflito no Waziristão.
Em 18 de fevereiro de 2009, Obama anunciou o fim da presença militar norte-americana no Afeganistão, com a retirada de 17 mil militares naquele ano. Por outro lado, Obama também iniciou a ampliação do mapa de ataques aéreos para incluir também o contingente de Baitullah Mehsud, militante responsável pelo Assassinato de Benazir Bhutto.
Os ataques aéreos sobre o território do Paquistão, iniciados no governo de George W. Bush, foram ampliados e intensificados pelo governo de Barack Obama desde sua posse em 2009. Os ataques através de drones têm causado morte em massa de milhares de pessoas, tendo sido inclusive descritos pelas Nações Unidas como "execução extrajudicial" e "sumária".
Há ainda uma tensão entre Índia e Paquistão, ambos em posse de armamentos nucleares. O conflito têm se elevado desde agosto de 1947 após a Partilha da Índia. Desenvolvimentos recentes do conflito envolvem o controle paquistanês sobre parte da região de Kashmir e a disputa decorrente com Índia e China sobre o território.

## Europa
Especialistas indicam um ciclo de antiamericanismo na Europa, com início a partir da década de 1990, aumentando entre 2003 e 2008 e voltando a declinar em 2009. Barack Obama, desde o início de seu mandato presidencial, têm buscado o aumento do suporte bélico à Europa assim como apoio na resolução de impasses regionais.

### Reino Unido

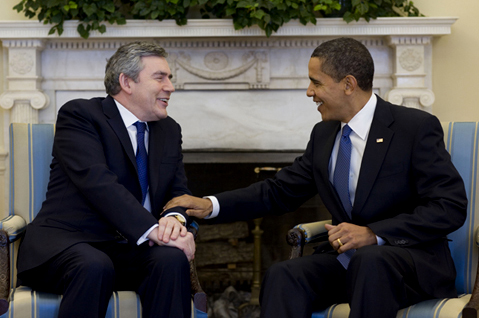
Gordon Brown e Barack Obama no Salão Oval da Casa Branca, março de 2009.

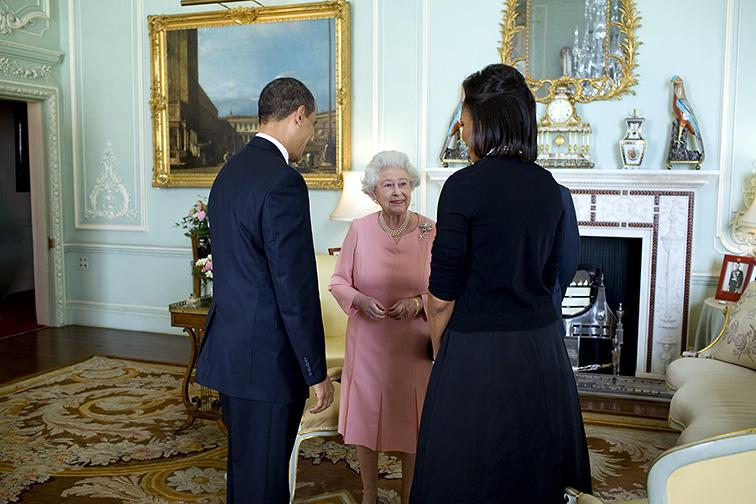
Barack e Michelle Obama recebidos pela Rainha Isabel II em seu gabinete no Palácio de Buckingham, 1 de abril de 2009.

Durante a presidência de George W. Bush, os Estados Unidos gozaram de uma "relação especial" com o Reino Unido, particularmente durante o governo de Tony Blair. Obama iniciou seu governo quando o mundo enfrentava o início de uma recessão global, que prossegue ainda fortemente em alguns países da Europa.
Foram levantadas estimativas, especialmente em Londres, sobre as intensões de Obama para o futuro das relações entre os dois países. Comentário do Secretário de Imprensa da Casa Branca, Robert Gibbs, em 21 de fevereiro de 2009, atraíram atenção da imprensa internacional pelo seu cunho de "parceria especial" ao invés do tradicional "relação especial", o que alguns analistas identificara como uma aproximação mais formal de Obama com o Reino Unido.
O então Primeiro-ministro Gordon Brown foi o primeiro líder europeu a reunir-se com Obama, e discursou em sessão conjunta do Congresso. Durante sua visita à Casa Branca, Brown presenteou ao presidente estadunidense com um porta-canetas confeccionado a partir dos restos do HMS Gannet, navio que serviu em diversas missões abolicionistas no século XIX. Obama, por sua vez, presenteou ao líder britânico com uma coleção de DVDs, incluindo Star Wars e E.T..
Em 1 de março de 2009, Brown abordou a liderança anglo-americana no combate à crise econômica em coluna do jornal The Sunday Times. Na coluna, o britânico afirmou que discutiria "um novo pacto global" com Barack Obama, o que encorajaria uma ação unificada de vários governos nacionais.
No mês seguinte do mesmo ano, Barack e Michelle Obama visitaram o Reino Unido pela primeira vez. O casal presidencial foi recebido com honras pela Rainha Isabel II em audiência privada no Palácio de Buckingham. Ao longo da visita, Obama acabou por não assumir um posicionamento público sobre a soberania das Ilhas Malvinas, causando a frustração e surpresa de vários setores de mídia.
Em maio de 2011, como parte de uma visita pela Europa, Obama reuniu-se novamente com a Rainha Isabel II, o Príncipe de Gales e a Duquesa da Cornualha, além de outros membros da Família Real. Foi oferecido um jantar de Estado em honra do presidente americano. Posteriormente, Obama também reuniu-se com o Primeiro-ministro David Cameron e discursou ao Parlamento do Reino Unido no Palácio de Westminster.

### Turquia

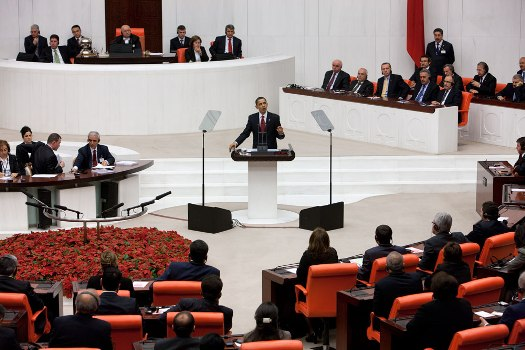
Obama discursa perante a Grande Assembleia Nacional, em abril de 2009.

As relações com a Turquia deterioraram-se durante o governo de George W. Bush, principalmente por conta das atividades militares turcas no norte do Iraque em 2008. No entanto, a Secretária de Estado Hillary Clinton visitou o país em março de 2009 visando renovar os laços diplomáticos entre as duas nações. Obama visitou a Turquia em abril de 2009 numa tentativa de restaurar a parceria estratégica entre os dois países, tendo visitado o Anıtkabir e discursado em homenagem a Mustafa Kemal Atatürk. Posteriormente, Obama reuniu-se com o Presidente Abdullah Gül e discursou perante a Grande Assembleia Nacional.
Obama afirmou que relações próximas com uma Turquia estável, democrática e ocidentalmente orientada é importante para os interesses dos Estados Unidos. Sua administração também declarou apoio à promoção de democracia, direitos humanos e liberdade de expressão na Turquia, além de apoiar a adesão do país à União Europeia.

### Rússia
Tensões se levantaram quando a Federação Russa se opôs à expansão da OTAN e da Comunidade Europeia em regiões anteriormente sob controle do Império Russo e da União Soviética. Geórgia e Ucrânia, mais especificamente, foram os maiores pontos de conflito. Anteriormente, Obama havia defendido uma política de "reinício" de relações com a Rússia, o que ficou informalmente conhecido como "reset russo". Contudo, especialistas estadunidenses discordaram sobre os efeitos da política externa de Obama com relação à Rússia.
No fim de março de 2014, Obama negou que a Rússia fosse "uma potência regional" que não representasse uma ameaça de segurança aos Estados Unidos. A declaração foi posteriormente criticada por Putin, que a considerou uma tentativa de provar o "excepcionalismo americano", e também pelo Presidente da Comissão Europeia Jean-Claude Juncker, que afirmou ser um grande erro a afirmação de Obama.
Após a intervenção militar russa na Síria em 2015 e a alegada interferência na campanha presidencial norte-americana de 2016, o perfil mal orientado de Obama com relação à Rússia tornou-se evidente. Em setembro de 2016, o governo estadunidense acusou publicamente a Rússia de "violações ultrajantes da lei internacional" no Oriente Médio. Em contrapartida, em novembro de 2016, o Kremlin acusou Barack Obama de tentar danificar as relações entre Rússia e os Estados Unidos, prejudicando inclusive a administração futura de Donald Trump.

### Crise da Ucrânia
Em meio ao turbilhão de protestos conhecidos como Euromaidan, entre novembro de 2013 e fevereiro de 2014, a Adminsitração Obama apoiou fortemente o novo governo de Arseniy Yatsenyuk. Após as operações russas de ocupação da Crimeia, Obama advertiu Moscou do que chamou de "severas consequências" caso um processo de anexação fosse efetivado, o que veio a acontecer de fato. Desde então, todas as negociações entre os dois países têm falhado. Em 18 de dezembro de 2014, Obama assinou uma lei proposta pelo senador Bob Menendez garantindo apoio estratégico a governo ucraniano em questões de soberania e territorialidade.

## Oriente Médio

### Iraque
Durante a sua campanha pela presidência, Barack Obama defendeu uma realocação gradual das tropas militares no Iraque dentro de 16 meses após sua posse. Visando cumprir tal proposta, Obama afirmou que moveria um ou dois batalhões em um mês. Algumas destas forças retornariam para os Estados Unidos, enquanto outras seriam realocadas para o Afeganistão e Paquistão para conter os atos de terrorismo nestes países.
A Presidência de Barack Obama conviveu por três anos com o conflito no Iraque. Os Estados Unidos retiraram gradualmente suas tropas até dezembro de 2011. Em fevereiro de 2009, o recém-eleito Presidente Obama anunciou um plano de retirada em 18 meses das forças de combate, um contingente girando em torno de 50 mil soldados remanescentes em território iraquiano. Em novembro de 2013, Obama reuniu-se com o Primeiro-ministro Nouri al-Maliki e descreveu um parceria contínua entre os dois países, porém sem uma parceria pública, alertando o Maliki a adotar medidas mais inclusivas para com a população sunita. Obama também defendeu maior participação política e votação de uma lei eleitoral nacional. Ambos discutiram ainda como refrear a al-Qaeda e implementar a democracia nas instituições pública do país.
Nos meses seguintes, a Casa Branca nomeou diversos representantes na condição de "Enviados Especiais para o Oriente Médio", George Mitchell e Richard C. Holbrooke. Em 2013, Obama advertiu os líderes da região a examinar os locais onde os conflitos entre xiitas e sunitas seriam mais intensos, como por exemplo, Barém, Síria e o próprio Iraque.
Intervenção militar (2014)
Após o desgaste das forças militares iraquianas na Guerra Civil que tomou conta do país, os Estados Unidos liberaram intenso apoio bélico e logístico. Estas tropas também foram encarregadas de prover segurança à missões diplomáticas estadunidenses em Bagdá e tomar controle sobre o Aeroporto Internacional de Bagdá. À época, Obama afirmou que as ações seriam "calculadas e precisas".
A Casa Branca também moveu um batalhão transportador para o Golfo Pérsico. Esquadrões aéreos estadunidenses têm realizado constantes voos de reconhecimento, tanto tripulados como não-tripulados. Modelos do F-18 também têm sido utilizados nas missões militares na região.

### Irã

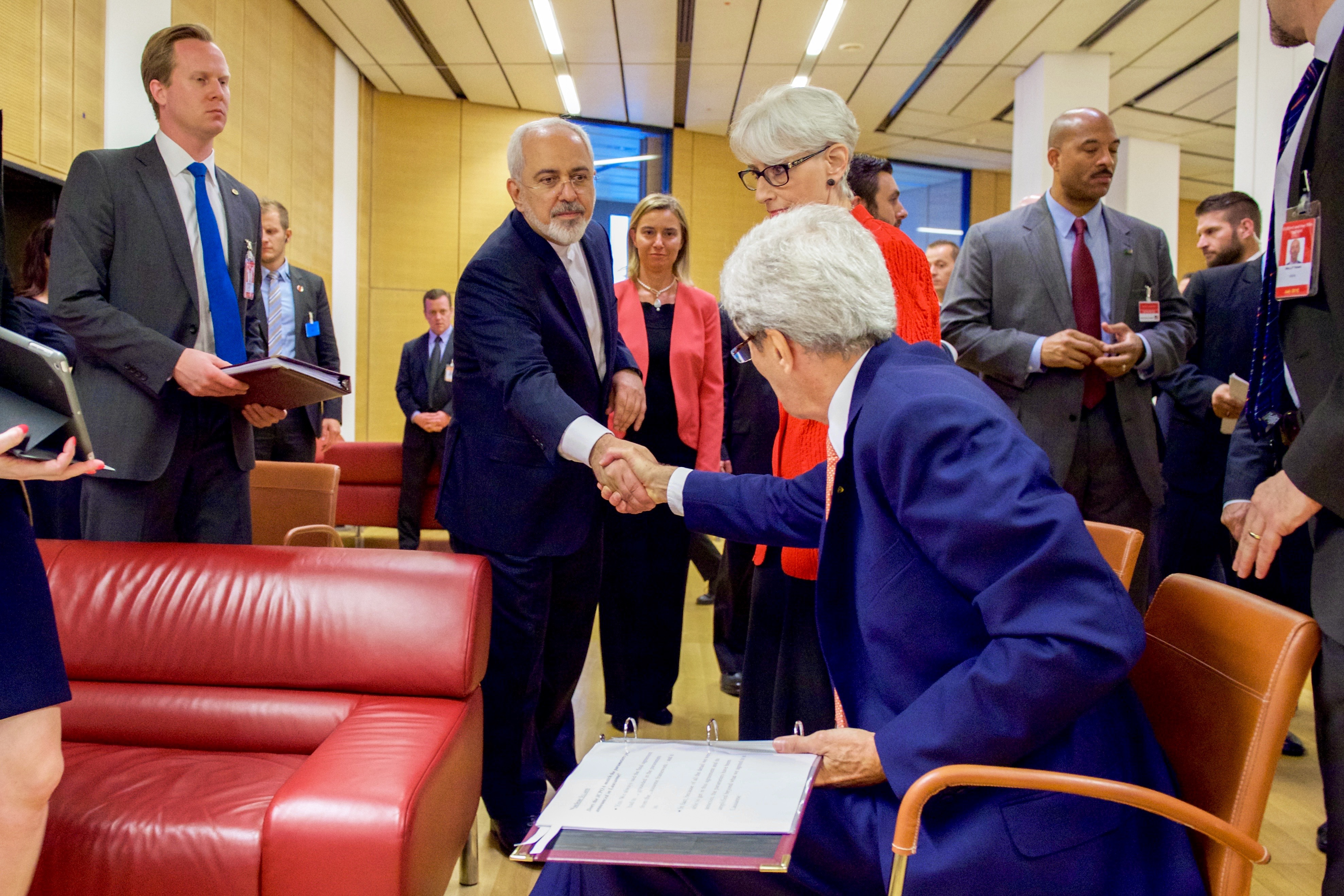
John Kerry e Mohammad Javad Zarif cumprimentam-se perante Federica Mogherini após a reunião que culminou no Plano de Ação Conjunto Global.

As eleições presidenciais iranianas ocorreram em 12 de junho de 2009, tendo como candidatos: Mahmoud Ahmadinejad, Mir-Hossein Mousavi e Mehdi Karroubi. Obama assinou um pacote de sanções contra o Irã em 1 de julho de 2010 para expandir as sanções contra o país. As restrições do novo pacote foram muito mais severas em comparação às medidas de presidentes anteriores, levando países emergentes a alertarem sobre os impedimentos ao fluxo comercial com o Irã.
Após a eleição do centrista Hassan Rouhani como Presidente em 2013, o país iniciou uma nova fase de diálogos em suas relações internacionais em tentativa de aprimorar suas relações com o Ocidente. Na viagem oficial de Rouhani à Nova Iorque para a Assembleia Geral das Nações Unidas, Obama planejou uma reunião bilateral com Rouhani, que acabou não aceitando alegando "restrições de horário". Rouhani complementou informando que desejava mais tempo para uma reunião apropriada entre os dois países, que há décadas vinham se digladiando em relações internacionais. Em setembro de 2013, o Ministro de Relações Exteriores iraniano Mohammad Javad Zarif e o Secretário de Estado John Kerry tiveram uma reunião bilateral, a primeira em décadas entre os dois países. No dia seguinte, Obama e Rouhani conversaram por telefone, marcando o mais alto contato entre líderes dos dois países desde a Revolução Iraniana de 1979.

### Israel

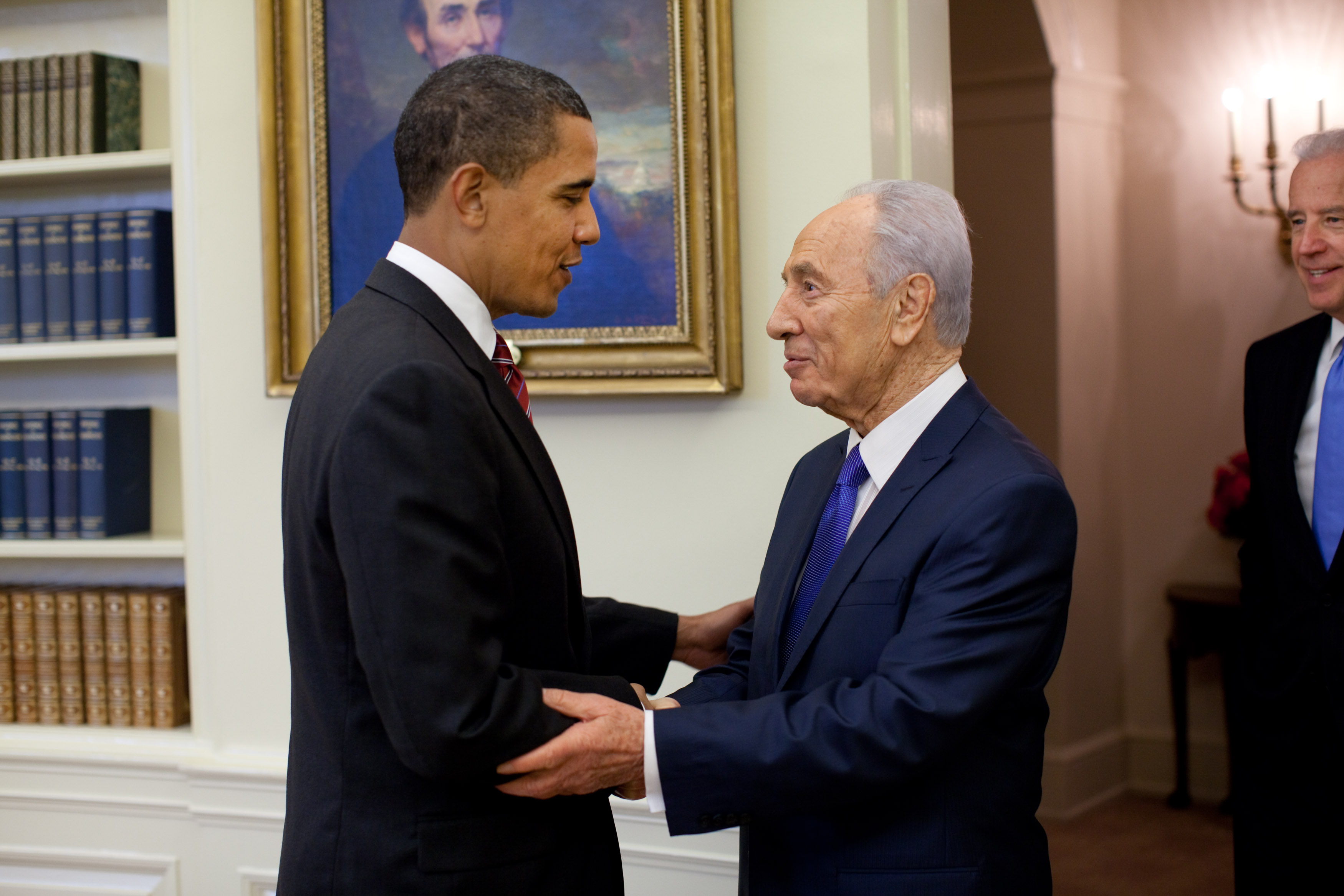
Barack Obama recebe o então Primeiro-ministro israelense Shimon Peres no Salão Oval, 2009.

As relações entre os Estados Unidos e Israel deterioram-se muito durante a Administração Obama. Enquanto a parceria em geral entre os dois países permanece intacta, o antagonismo entre Barack Obama e o atual Primeiro-ministro israelense Benjamin Netanyahu têm pesado sobre as relações entre os dois países. À época da visita de Joe Biden em 2010, o governo israelense anunciou a construção de 1.600 moradias na Jerusalém Oriental. O ocorrido foi descrito como um dos mais tensos episódios nas relações diplomáticas entre os dois países. A Secretária de Estado Hillary Clinton afirmou que a medida israelense era extremamente negativa para as relações entre os países. Contudo, Obama foi o primeiro presidente norte-americano a suprir Israel com modernas bombas antibunker. E durante seu governo, o financiamento militar ao país asiático aumentou para 3 milhões de dólares pela primeira vez na história. Obama ainda prometeu apoio à supremacia militar de Israel na região e descreveu sua aliança como sendo "sacrossanta".
Em setembro de 2011, Obama declarou que os Estados Unidos iriam vetar a candidatura palestina à membresia das Nações Unidas, afirmando que "não pode haver atalho para a paz". Além disto, em fevereiro, a administração havia vetado uma resolução das Nações Unidas que declarava ilegal a ocupação da Faixa de Gaza por Israel ilegal.
Em 2014, Obama disse que somente a Solução dos dois Estados poderia garantir o futuro de Israel como uma democracia majoritariamente judaica. Ehud Barak classificou como "incomparável" o apoio de Obama à Israel, afirmando que o presidente estadunidense realizou "mais do que qualquer outro no passado" e que seu apoio é "extremamente profundo".

### Egito
Durante a intensa onde de protestos que tomou conta do mundo árabe em 2011, Obama e alguns líderes europeus recomendaram publicamente o afastamento de Hosni Mubarak, o que veio a ocorrer no mesmo ano. Os egípcios elegeram um novo governo com base na Irmandade Islâmica. Contudo, o novo presidente, Mohamed Morsi, foi deposto em 2013 pelos militares. Obama classificou a crise no país como "trágica e deplorável".

### Síria

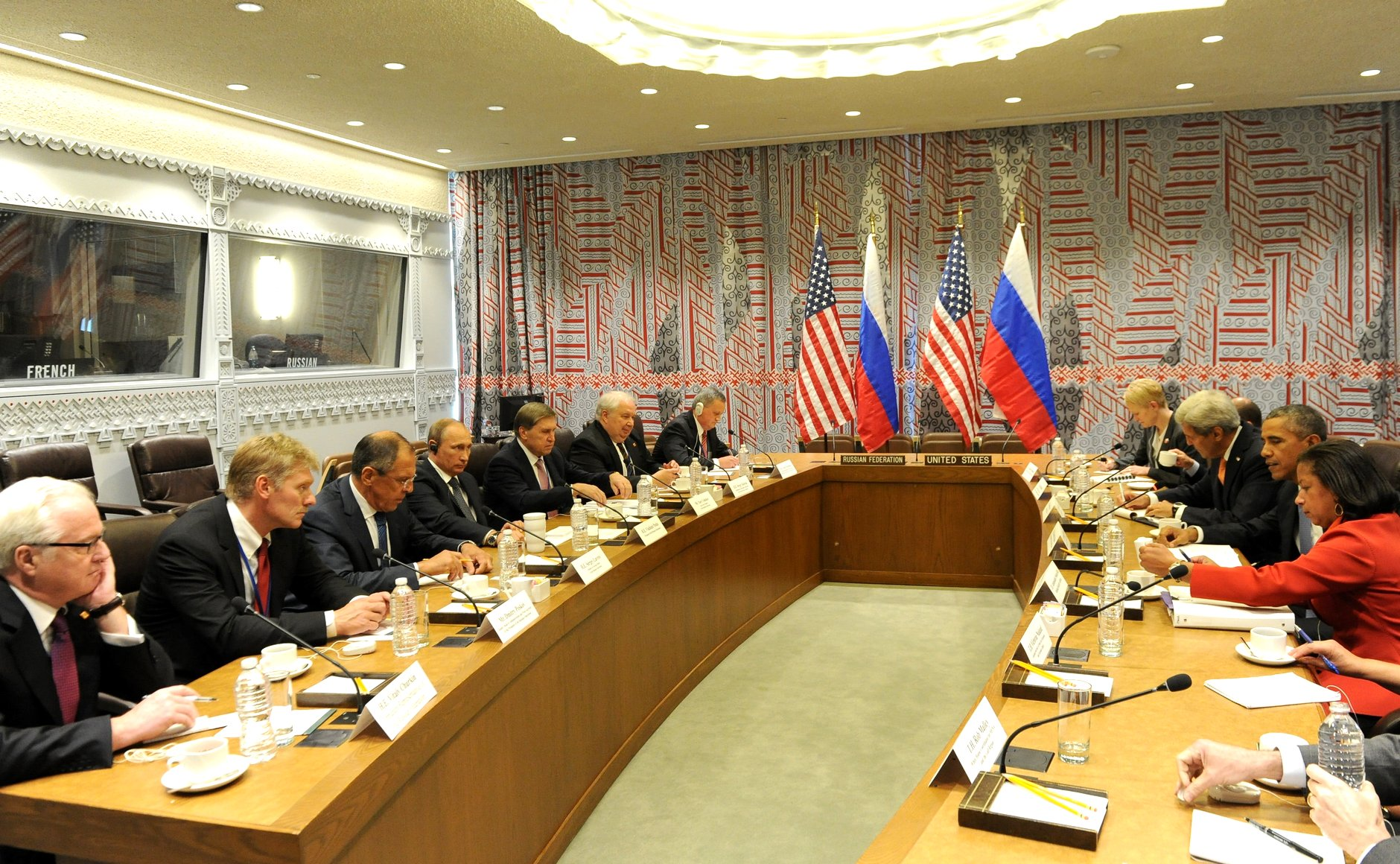
Barack Obama e Vladimir Putin discutem o progresso de suas intervenções militares na Síria e o avanço do EIIL.

Em 2012, Obama comentou que o uso de armas químicas pelo governo de Bashar Al-Assad já ultrapassava o limite e demandava um reação por parte dos Estados Unidos. Após reportagens em 2013 sobre o uso de armas químicas na Síria, a administração Obama formalmente responsabilizou o governo sírio e passou a exigir aprovação do Congresso para dar início a uma atividade militar no país. Posteriormente, Reino Unido e França apoiaram a medida. Em setembro de 2013, Obama iniciou uma operação militar em acordo com a Rússia e o governo sírio com a finalidade de erradicar as armas químicas no país.
A decisão de ultrapassar e voltar atrás com um prazo que ele mesmo havia estabelecido anteriormente, acarretou em severas críticas ao Presidente norte-americano de ter comprometido a credibilidade do país no cenário internacional. Contudo, no início de 2016, Obama disse estar "orgulhoso" de sua decisão, que repudiou o que ele mesmo refere como "cartilha de Washington" e evitou enredar o país em outra tensão diplomática com o Oriente Médio. Sobre o suposto desprezo de Obama pelos rebeldes sírios, o The Economist opinou: "Raramente, um presidente americano abandonou sua responsabilidade global".
Em setembro de 2014, as forças armadas dos Estados Unidos, sob ordens do presidente Obama, começaram uma campanha de bombardeio sistemático contra o grupo terrorista autoproclamado Estado Islâmico do Iraque e do Levante, atingindo a infraestrutura militar dessa organização tanto na Síria quanto no Iraque.

### Arábia Saudita
Durante a presidência de Obama, os Estados Unidos e a Arábia Saudita mantiveram sua aliança estratégica datada da Segunda Guerra Mundial, tendo o governo norte-americano dado apoio à Intervenção militar no Iêmen, decorrente da Guerra Civil que assola o país. Contudo, nos anos recentes as relações entre os dois países tensionaram-se após a retomada de diálogo com Irã, uma vez que ambos disputam a influência sobre o Oriente Médio. Os Estados Unidos buscaram relativizar as tensões, pedindo cooperação de ambos na Guerra Civil Síria e contra o avanço de Daesh. Obama também é um crítico das infrações aos direitos humanos na Arábia Saudita, principalmente após a prisão de Raif Badawi.

## Américas

### Argentina
Barack Obama realizou uma visita de Estado à Argentina em 23 de março de 2016. O objetivo da viagem foi ampliar a parceria diplomática entre os dois países durante a presidência de Mauricio Macri, após um período de relações frias com o país durante o governo de Cristina e Néstor Kirchner. Obama e Macri discutiram formas de fortalecer a cooperação na promoção de "valores e interesses universais", como em áreas de segurança, energia, saúde e direitos humanos, sendo que ambos têm concordado com a assistência norte-americana no combate ao terrorismo, no apoio às missões de manutenção de paz e no combate ao narcotráfico e crime organizado.
Obama descreveu uma "nova era" de relações diplomáticas que consolidaria a credibilidade argentina não somente na América Latina, mas em todo o mundo. Os dois presidentes anunciaram iniciativas comerciais e econômicas para estabilizar as relações entre as duas nações.

### Canadá

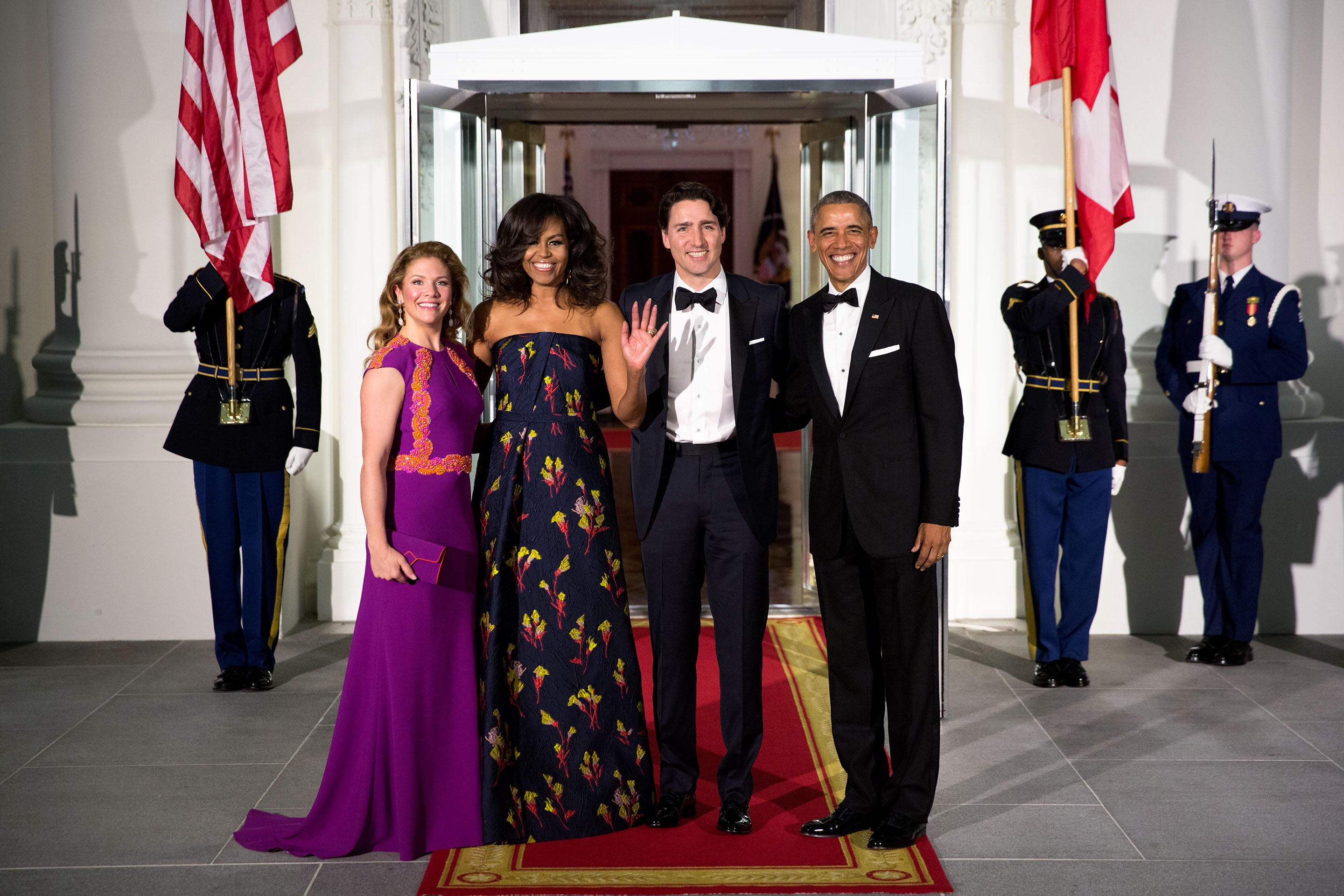
Os Obama recebem Justin Trudeau e sua esposa, Sophie Grégoire Trudeau, em jantar de Estado na Casa Branca, março de 2016.

Após a vitória de Obama na eleição presidencial de 2008, a equipe anunciou que sua primeira viagem internacional seria ao Canadá, o que de fato ocorreu em 19 de fevereiro de 2009.
Além de lobbying canadense contra provisões "Buy American" do pacote de estímulos de 2009, as relações entre os dois países mantiveram prósperas até 2011. Em fevereiro de 2011, Stephen Harper e Obama emitiram uma "declaração sobre uma visão partilhada para o Perímetro de Segurança e Competitividade Econômica".
O Primeiro-ministro Justin Trudeau, eleito em outubro de 2015, visitou a Casa Branca em visita oficial aos Estados Unidos em 10 de março de 2016. Foi divulgado pela imprensa que Trudeau e Obama demonstraram animosidade durante os eventos oficiais da visita, tendo inclusive uma breve descontração sobre as qualidades de cada país. Obama elogiou Trudeau pela campanha eleitoral que o levou ao governo canadense e por sua "mensagem de mudança e esperança" e sua "visão positiva e otimista". Obama e Trudeau também realizaram "positivas" discussões sobre o potencial econômico de ambos os países.

### Colômbia
Obama deu continuidade ao Plano Colômbia, uma plataforma de apoio financeiro à Colômbia lançada pelo governo de Bill Clinton. Como resultado das medidas do Plano Colômbia, Juan Manuel Santos negociou um acordo com as FARC. Apesar do país permanecer como um dos maiores produtores de drogas, houve um forte retrocesso nas taxas de criminalidade e desemprego durante o governo Obama. Além de apoiar financeiramente o país sul-americano, Obama também nomeou Bernard Aronson como enviado especial para as negociações de paz entre o governo colombiano e as FARC. Contudo, Ileana Ros-Lehtinen e outros congressistas criticaram o Presidente estadunidense por estabelecer contato direto com o grupo paramilitar, que figura na lista de organizações terroristas do Departamento de Estado. Obama comprometeu-se a prosseguir com a política de apoio financeiro à Colômbia ao longo do processo de negociações.

### Cuba

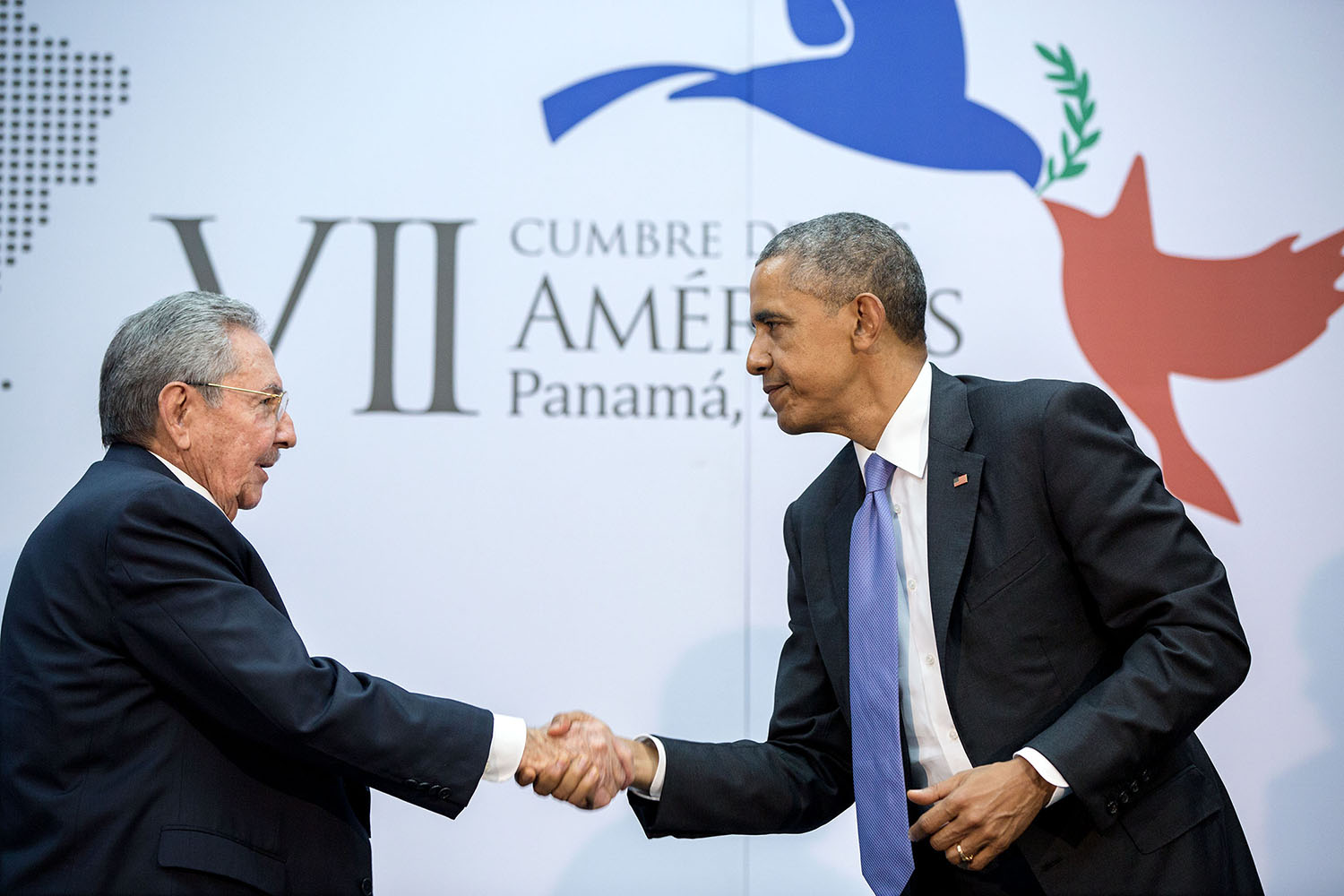
Reunião entre o Presidente de Cuba Raúl Castro e Barack Obama durante a Cúpula das Américas de 2014.

Durante sua campanha presidencial de 2008, Obama afirmou basear sua política com relação a Cuba em "liberdade", prometendo encorajar o governo cubano a estabelecer reformas democráticas e libertar prisioneiros políticos. Após sua eleição, Fidel Castro declarou estar "aberto" a uma possível visita do presidente americano. Contudo, até 2014, a grande maioria de suas políticas com relação a Cuba foram similares às de seu antecessor.
Após Obama anunciar o fechamento da Prisão de Guantánamo, o Presidente cubano Raúl Castro afirmou que continuaria a exigir o fechamento de toda a Base Naval da Baía de Guantánamo e a devolução das terras à Cuba. Sua declaração foi endossada pelo líder Fidel Castro, que retomou seu tom crítico para com os Estados Unidos.
Em fevereiro de 2009, a Câmara dos Representantes dos Estados Unidos aprovou leis permitindo uma redução das barreiras comerciais contra Cuba, com o apoio de Obama, porém o presidente estadunidense mantém-se oposto à suspensão do embargo. Obama encara o embargo econômico como uma "ferramenta" que levaria à maiores transformações sociais e políticas na ilha caribenha. De certa forma, esta posição contrasta com o que o então senador afirmou em 2004, quando disse que era "o momento de findar o embargo contra Cuba" porque tal tática havia "falhado em derrubar Castro". O posicionamento de Obama gerou controvérsias de outros líderes mundiais, assim como do senador republicano Richard Lugar.
Em junho de 2009, durante discurso na Assembleia Geral da Organização dos Estados Americanos, Clinton afirmou que Cuba necessitaria implementar uma série de mudanças políticas e democráticas antes de retornar à organização. Em 10 de dezembro de 2013, Obama e Raúl Castro cumprimentaram-se com um singelo aperto de mãos durante o serviço memorial de Nelson Mandela em Johannesburgo.
Em dezembro de 2014, após uma série de reuniões não divulgadas, foi anunciado que Obama e Castro haviam negociado sobre a retomada de relações bilaterais entre seus países, com a intermediação de Papa Francisco. O que ficou conhecido como "Degelo cubano" é apontado por especialistas como o "maior alcance de Obama nas relações internacionais". Em 1 de julho de 2015, Obama anunciou oficialmente a retomada das relações entre Cuba e os Estados Unidos, incluindo a reabertura das embaixadas em Washington, D.C. e Havana. As "seções de interesse" de ambos os países foram elevadas a grau de embaixadas em 20 de julho e 13 de agosto de 2015, respectivamente.

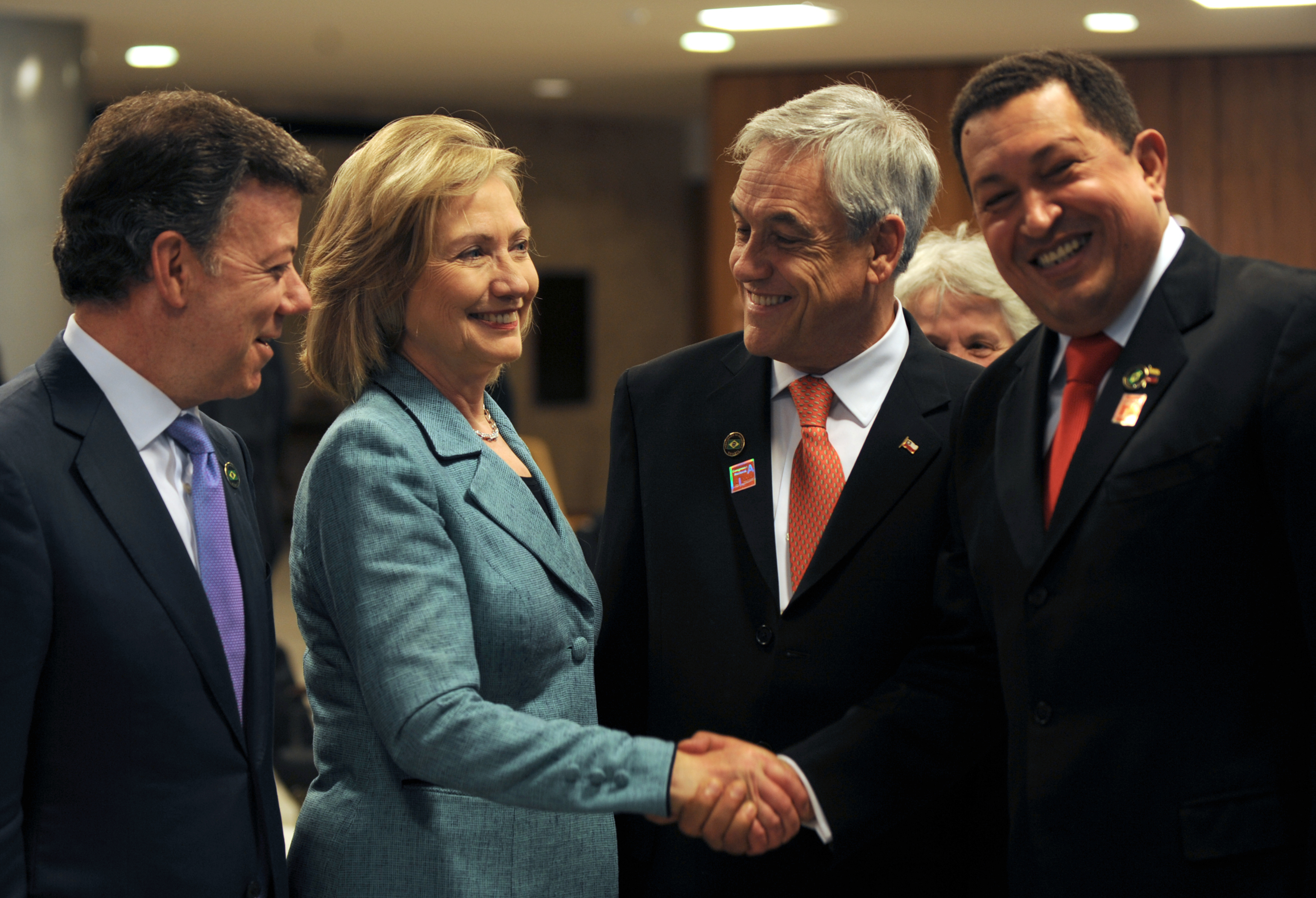
Hillary Clinton e Hugo Chávez, presidente da Venezuela, ladeados pelos presidentes da Colômbia, Juan Manuel Santos e do Chile, Sebastián Piñera. Brasília (Brasil) 2011.

### Honduras
Em 28 de junho de 2009, o presidente hondurenho Manuel Zelaya foi detido e exilado do país. Obama condenou o ato publicamente e descreveu o evento como um golpe de Estado. Em julho do mesmo ano, a então Secretária de Estado Hillary Clinton reuniu-se com Zelaya e concordou em negociar com o governo de Roberto Micheletti com apoio de Óscar Arias, da Costa Rica. Ao findar das reuniões, Clinton anunciou cessão de apoio militar e financeiro ao governo hondurenho. Contudo, os Estados Unidos lideraram um grupo de países ocidentais que apoiaram abertamente a realização das eleições gerais no país como uma possível resolução para o conflito.